# Kazuma Kita
Kazuma Kita (北 一真 Kita Kazuma?, nacido el 21 de diciembre de 1981 en Ishikawa) es un exfutbolista japonés. Jugaba de guardameta y su único club fue el Thespakusatsu Gunma de Japón.

## Trayectoria

### Clubes
| Club                | País  | Año         |
| ------------------- | ----- | ----------- |
| Thespakusatsu Gunma | Japón | 2004 - 2015 |

## Estadística de carrera

### J. League
| Club                | Año   | J. League | J. League | Copa J. League | Copa J. League | Total | Total |
| Club                | Año   | Part.     | Goles     | Part.          | Goles          | Part. | Goles |
| ------------------- | ----- | --------- | --------- | -------------- | -------------- | ----- | ----- |
| Thespa Kusatsu      | 2005  | 0         | 0         | -              | -              | 0     | 0     |
| Thespa Kusatsu      | 2006  | 0         | 0         | -              | -              | 0     | 0     |
| Thespa Kusatsu      | 2007  | 0         | 0         | -              | -              | 0     | 0     |
| Thespa Kusatsu      | 2008  | 7         | 0         | -              | -              | 7     | 0     |
| Thespa Kusatsu      | 2009  | 22        | 0         | -              | -              | 22    | 0     |
| Thespa Kusatsu      | 2010  | 4         | 0         | -              | -              | 4     | 0     |
| Thespa Kusatsu      | 2011  | 33        | 0         | -              | -              | 33    | 0     |
| Thespa Kusatsu      | 2012  | 40        | 0         | -              | -              | 40    | 0     |
| Thespakusatsu Gunma | 2013  | 32        | 0         | -              | -              | 32    | 0     |
| Thespakusatsu Gunma | 2014  | 7         | 0         | -              | -              | 7     | 0     |
| Thespakusatsu Gunma | 2015  | 3         | 0         | -              | -              | 3     | 0     |
| Total               | Total | 148       | 0         | 0              | 0              | 148   | 0     |